# Priyanka Gandhi
Priyanka Gandhi, nota anche come Priyanka Gandhi Vadra (Nuova Delhi, 12 gennaio 1972) è una politica indiana, segretaria generale del Comitato congressuale All India per l'Uttar Pradesh orientale.
È la figlia di Rajiv Gandhi e Sonia Gandhi, sorella di Rahul Gandhi e nipote di Feroze e Indira Gandhi. È anche amministratrice fiduciaria della Rajiv Gandhi Foundation.

## Primi anni e formazione
Priyanka Gandhi ha studiato alla Modern School e al Convento di Jesus & Mary. Ha conseguito una laurea in psicologia presso l'università di Delhi  e successivamente un master in studi buddisti nel 2010.

## Carriera
Gandhi visitava regolarmente i collegi elettorali di sua madre e suo fratello a Rae Bareilly e a Amethi, dove si occupava direttamente della gente.
È una figura popolare nel collegio elettorale, attirando grandi folle ovunque: ad Amethi lo slogan più popolare era Amethi ka danka, bitiya Priyanka, con il quale la gente chiedeva a Priyanka di candidarsi alle elezioni.
Alle elezioni nazionali indiane del 2004 è stata la responsabile della campagna elettorale di sua madre e ha contribuito a supervisionare la campagna di suo fratello Rahul Gandhi. Durante le elezioni del 2007 dell'Uttar Pradesh, mentre Rahul Gandhi gestiva la campagna in tutto lo stato, si concentrò sui dieci seggi nella regione di Rae Bareilly, trascorrendo due settimane lì cercando di reprimere un considerevole conflitto all'interno degli operai del partito per l'assegnazione dei seggi.
Il 23 gennaio 2019 Priyanka Gandhi è entrata ufficialmente in politica, essendo stata nominata segretaria generale del Congresso responsabile della parte orientale dell'Uttar Pradesh.

## Vita privata
È sposata con Robert Vadra, un uomo d'affari di Delhi. Il matrimonio ebbe luogo a casa della famiglia Gandhi il 18 febbraio 1997 in una tradizionale cerimonia indù. La coppia ha due figli. Segue la filosofia e le pratiche buddiste di Vipassanā insegnate da S. N. Goenka.